# ハロシェテ・ハゴイム
ハロシェテ・ハゴイム(Harosheth Haggoyim)は、旧約聖書に登場するシャロン平原にあった町の名前である。カナン人の町でカナンの王ヤビンの将軍シセラが住んでいた所である。
おそらく、ヘルカテの南4km、キション川の南岸にあるテル・エル・アムルか、テル・エル・ハルバジではないかと考えられている。